# Risca (Regno Unito)
Risca è un centro abitato del Galles, situato nel distretto di contea di Caerphilly. Dal punto di vista amministrativo nel 2010 la città fu suddivisa nelle comunità di Risca East e Risca West